# Sainte-Montaine
 Sainte-Montaine  es una población y comuna francesa, situada en la región de  Centro, departamento de Cher, en el distrito de Vierzon y cantón de Aubigny-sur-Nère.

## Demografía
| 290 | 253 | 226 | 233 | 206 | 170 |
| Para los censos de 1962 a 1999 la población legal corresponde a la población sin duplicidades (Fuente: INSEE [Consultar]) |     |     |     |     |     |